# Kārbi Ānglong
Kārbi Ānglong är ett distrikt i Indien.   Det ligger i delstaten Assam, i den östra delen av landet, 1 600 km öster om huvudstaden New Delhi. Antalet invånare är 956 313. Arean är 10 434 kvadratkilometer. Kārbi Ānglong gränsar till Nagaon och Dima Hasao District.
Terrängen i Kārbi Ānglong är bergig åt sydost, men åt nordväst är den kuperad.
Följande samhällen finns i Kārbi Ānglong:
- Diphu
- Silapathar
- Bokajān
- Sarupathar